# Jenna Presley
Jenna Presley (San Diego, California; 1 de abril de 1987) es una ex actriz pornográfica estadounidense, la cual se volcó a la vida religiosa.
Cambió su deseo de ser presentadora de televisión por el de convertirse en una actriz porno mundialmente conocida. Protagonizó más de 500 películas pornográficas llegando a trabajar hasta 60 días seguidos, filmando hasta tres escenas porno diarias.

## Biografía
Es la mayor de tres hermanos, se graduó en Hilltop High School en 2005. Su deseo durante el Instituto era llegar a ser presentadora de televisión. Sin embargo, su camino para trabajar en una redacción de noticias de televisión acabó cuando empezó a cruzar la frontera hacia México, por una fiesta, cuando ella tenía 15 años. En sus años de adolescente, esto terminó por encaminarla al baile exótico los fines de semana.
Estudió apenas unos pocos meses en la universidad de Santa Bárbara entre junio y octubre de 2005. Dejando a un lado sus trabajos como estríper, optó por trabajar en una empresa de telemercadeo para pagar sus gastos de la escuela. Sin embargo, acabó por cansarse de esto y volvió a su antiguo trabajo.
Antes de entrar en la industria de porno, estuvo bailando en un local llamado "Spearmint Rhino" en Santa Bárbara durante 3 meses y medio antes de ser contratada por Derek Hay, el dueño de la agencia LA Direct Models. Al día de hoy, "LA Direct Models" todavía representa sus intereses en el entretenimiento para adultos.
En una entrevista que data del 20 de enero de 2005 por el website "lukeisback.com", menciona su batalla con su pasado sexual, sobre todo cuando fue asaltada sexualmente y la primera experiencia sexual con un hombre a la edad de 14 años. Cuenta también su batalla contra la anorexia en sus años en el instituto, donde casi le cuesta la vida, ya que llegó a pesar 26 kilos. Menciona su promiscuidad sexual durante la universidad, lo que le condujo a su interés por trabajar en el porno.
Desde que debutó en el porno ha sido acreditada en más de 275 películas, según la IAFD.
En 2006 probó suerte en la segunda temporada de Jenna's American Sex Star. Alcanzó la final quedando en segundo lugar tras la actriz porno británica Roxy Jezel.
En junio de 2010, fue nombrada por la revista Maxim como una de las 12 estrellas femeninas pornográficas más destacadas.
En noviembre de 2012, anunció su retiro de la industria pornográfica, y en agosto de 2013 ha proclamado su unión a la organización anti-pornográfica cristiana XXXchurch.com.
Brittni y su marido, el pastor Richard de la Mora, se dedican a introducir "la palabra de Dios" en California entre las personas que viven del mundo de la pornografía. Asisten a convenciones, y siempre con el lema "Jesús ama a las estrellas porno" tratan de alejar a las personas de ese universo y acercarlas a la religión. Fue con ese lema que ella ingresó a la vida religiosa, dejando de lado el mundo de la industria pornográfica.
A fines de 2019 nació la hija fruto del matrimonio entre la ex-actriz y el pastor. Decidieron ponerle de nombre Jada, que significa "dar gracias, confesar y alabar el nombre de Dios".

## Rasgos físicos
En 2008 se hizo un aumento de pecho pasando de una talla 32B a la actual 32DD. Luce varios tatuajes, como estrellas náuticas sobre cada cadera, una hada sobre la parte baja de la espalda y un hibiscus, la flor está rodeada por un tribal en su nuca. Tenía varios Piercing, incluyendo en lengua, ombligo, nariz y orejas.